# Савезно веће Аустрије
Савезно веће је горњи дом Парламента Аустрије и чине га представници девет аустријских савезних држава. Савезним већем председава један председник и два потпредседника. Од 1. јула 2022. председница Савезног већа је Корина Шуман из Социјалдемократске партије Аустрије.

## Састав
Чланове Савезног већа и њихове заменике бирају Покрајинске скупштине на основу сразмерне заступљености. Савезно веће тренутно има 61. члана, али тај број није сталан, јер председник државе одређује број представника по покрајини на основу сваког новог пописа становништва. Покрајина (тј. савезна држава) са највећим бројем становника има 12 представника, а најмањи могући број представника за остале покрајине је три.
Странка која је друга по заступљености у Покрајинској скупштини мора да добије најмање једно место у Савезном већу. Ако две или више партија имају исти број представника, онда странка која је била друга по заступљености на последњим покрајинским изборима мора добити најмање једно место у Савезном већу.
Чланови Савезног већа не морају да припадају Покрајинској скупштини која их делегира, али морају имати пасивно бирачко право. Њихов мандат траје колико и мандат Покрајинских скупштина (пет до шест година). Они имају „слободан мандат“ и не могу да буду опозвани од стране Покрајинске скупштине пре истека свог мандата.

## Надлежности
Савезно веће, као Горњи дом Парламента Аустрије, има право да предлаже законе Доњем дому (Националном већу), међутим, у пракси су такви предлози ретки. Генерално, Савезно веће нема велика овлашћења у законодавној процедури. То може одложити објављивање закона за неколико недеља. Међутим, не може спречити доношење закона на државном нивоу, осим у неколико изузетака, и нема право да подноси амандмане на законе.
Сваки закон који буде усвојен у Доњем дому доставља се без одлагања Савезном вијећу, које може поднети писмени приговор у року од осам недеља од дана прихватања. Ако Доњи дом, након приговора, уз присуство најмање половине чланова који гласају, понови првобитну одлуку, закон се потврђује и објављује. Ако Савезно веће одлучи да не приговори, закон се потврђује и објављује.
Савезно веће нема право да учествује у питањима која се односе на буџет и финансијска питања, као што су Закон о финансијама или располагање државном имовином. За доношење уставних закона (или уставних одредби у законима) којима се ограничава законодавна или извршна надлежност покрајине, потребно је одобрење Савезног већа, уз присуство најмање половине чланова и двотрећинску већину гласова. Исто важи и за гласање за уставне амандмане који се тичу Савезног већа.

## Контрола надлежности
Савезно веће и Национално веће аустријског парламента овлашћени су да надгледају рад Владе Аустрије, да постављају питања њеним члановима из своје надлежности, да траже било какве информације и изражавају своје жеље у вези са извршном власти у форми резолуције.
Савезно веће, као и Доњи дом и његове комисије могу захтевати да чланови Владе присуствују седницама и могу тражити од њих да спроведу одређене истраге.
Домови такође имају право да контролишу Владу у односу на предузећа у којима држава има најмање 50% акција, односно оснивачког или акцијског капитала, а која су под контролом Ревизорског суда.

## Европска питања
Уласком Аустрије у Европску унију, Парламент и покрајине су стекле право на информисање и учешће у европским питањима. Међутим, овлашћења Савезног већа су у том погледу ограничена, што је у складу са његовим надлежностима у вези са уставним законом у домаћем праву.
Аустријска Влада је дужна да обавести Савезно веће о доспелим предлозима за именовање чланова Европске комисије, Европског суда, Првостепеног суда, Ревизорског суда, Одбора директора Европске инвестиционе банке, Економског и Социјалног савета, и Комитета региона.
Влада мора одмах обавестити Савезно веће и Национално веће о предлозима европских закона и позвати их да дају своје мишљење. Када се предложени европски закон мора применити националним законом за који је потребно одобрење Савезног већа, мишљење Савезног већа је обавезујуће за Владу која учествује у преговорима и која гласа у Европској унији.

## Тренутни састав по покрајинама и партијама
Савезно веће је тренутно (од 25. октобра 2022.) састављено од следећих група:
| Аустријска савезна држава | Укупно чланова / по партијама | ОВП | СПО | ФПО | Зелени | НЕОС |
| ------------------------- | ----------------------------- | --- | --- | --- | ------ | ---- |
| Бургенланд                | 3                             | 1   | 2   | –   | –      | –    |
| Корушка                   | 4                             | –   | 3   | 1   | –      | –    |
| Доња Аустрија             | 12                            | 7   | 3   | 2   | –      | –    |
| Горња Аустрија            | 10                            | 5   | 2   | 2   | 1      | –    |
| Салбург                   | 4                             | 2   | 1   | 1   | –      | –    |
| Штајерска                 | 9                             | 4   | 2   | 2   | 1      | –    |
| Тирол                     | 5                             | 3   | 1   | 1   | –      | –    |
| Форарлберг                | 3                             | 2   | –   | –   | 1      | –    |
| Беч                       | 11                            | 2   | 5   | 1   | 2      | 1    |
| УКУПНО                    | 61                            | 26  | 19  | 10  | 5      | 1    |

Заступљене политичке партије су:
- ОВП - Аустријска народна партија
- СПО - Социјалдемократска партија Аустрије
- ФПО - Слободарска партија Аустрије
- Зелени - Зелени Аустрије
- НЕОС - Нова Аустрија и Либерални форум